# Penichrophorus grisescens
Penichrophorus grisescens är en insektsart som beskrevs av William D. Funkhouser. Penichrophorus grisescens ingår i släktet Penichrophorus och familjen hornstritar. Inga underarter finns listade i Catalogue of Life.